# Jaguar Mark 1

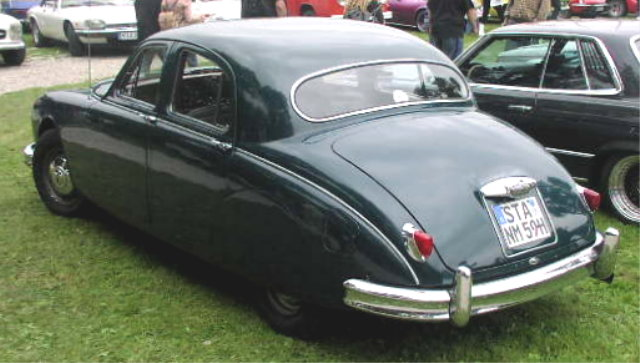
Jaguar 2.4 Litre 1955

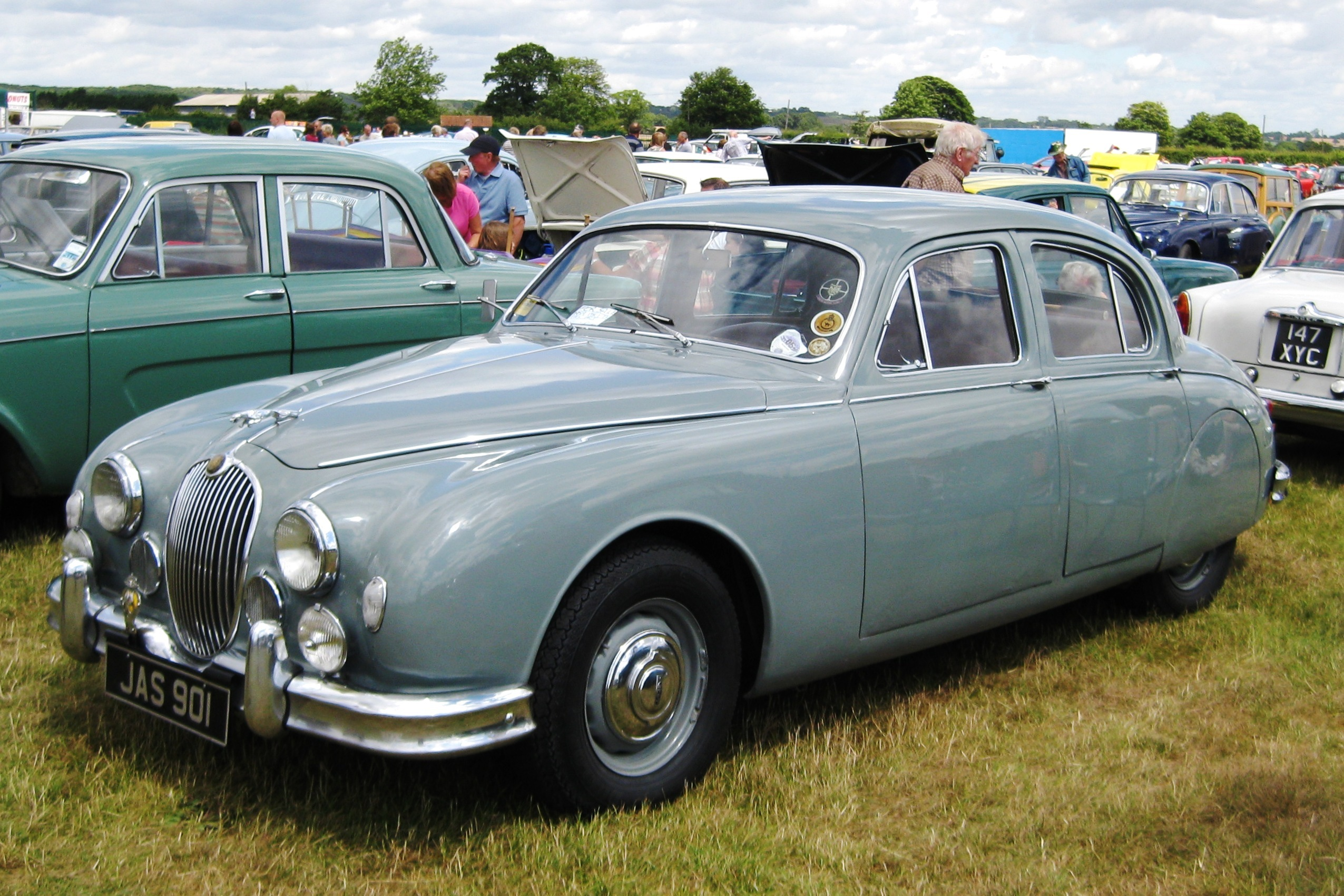
Jaguar 2.4 Litre 1958

Jaguar Mark I byl menší luxusní sedan vyráběný britskou automobilkou Jaguar mezi lety 1955 a 1959. Původně se vůz označoval jako Jaguar 2.4 Litre nebo Jaguar 3.4 Litre, název Mark I se začal užívat až později po představení jeho nástupce modelu Mark II. Typ 2.4 Litre byl prvním menším modelem značky od doby předválečného 1½ Litru. Jednalo se také o první automobil Jaguar se samonosnou karoserií.
Model 2.4 Litre, představený na londýnském autosalonu v září 1955, byl prvním modelem z chystané řady menších luxusních sedanů. Byl orientován hlavně na sportovně laděné řidiče s rodinou. Stal se prvním vozem značky se samonosnou karoserií, kterou již často využívaly velkosérioví výrobci na kontinentu a měla výhodu ve vyšší pevnosti a nižší hmotnosti. Nebylo také nutné užívat těžký rám podvozku, díky čemuž se vyskytlo využití dalších prostor. Bylo však nutné přepracovat celé chassis automobilu. Vpředu vůz dostal přepracované nezávislé zavěšení, vzadu zůstala tuhá náprava. Hlučnost karoserie odstranil konstruktér William Heynes použitím vhodných izolačních materiálů a gumových silentbloků. O návrh elegantní čtyřdveřové karoserie se tradičně postaral ředitel firmy William Lyons, který se inspiroval tvary sportovních vozů XK. Vůz měl tradiční kamašové kryty zadních kol, hluboké boční panely karoserie, přední masku podobnou typu XK 140 a široké panoramatickými nárazníky.
Podle původního plánu měl pohon obstarávat nový čtyřválcový motor XK, který byl tou dobou ve fázi vývoje, ale nakonec bylo rozhodnuto o použití osvědčeného šestiválce XK, jehož objem byl snížen ze 3 442 cm3 na 2 483 cm3. Motor poskytoval výkon 112 k (83 kW) a max. rychlost 12 km/h. Pro zákazníky, kterým nedostačoval stávající výkon motoru, byly od roku 1956 nabízeny oficiální tuningové sady zvyšující výkon až na 150 k (111 kW). Vůz se nabízel s automatickou převodovkou vybavenou na posledním stupni převodem dorychla nebo od roku 1957 se standardní automatickou převodovkou. Ty patřily pro svou hlučnost a špatnou synchronizaci k mála negativním ohlasům na celý vůz. Interiér se nechal v duchu ostatních modelů značky, takže nechybělo např. kožené čalounění nebo obložení z ořechového dřeva. Většina ovládacích a kontrolních prvků byla umístěna v centrální části palubní desky, což redukovalo rozdíly mezi vozy vyrobenými s volantem vpravo nebo vlevo.
V roce 1957 se vůz začal prodávat také s motorem o objemu 3 442 cm3 a vznikl tak Jaguar 3.4 Litre. Výkon vzrostl na 210 k (156 kW), max. rychlost byla nyní 192 km/h a zrychleni z 0 na 100 km/h se snížilo na 10 sekund. Model 3.4 Litre se od svého předchůdce odlišoval širší mřížkou chladiče, seříznutými kryty zadních kol a drátovými koly. Brzdy byly buď hydraulické bubnové, nebo na přání nově kotoučové na všech kolech. Tato nabídka platila od roku 1957 také pro modely 2.4 Litre. Ten také v tomto roce dostal novou širší masku po vzoru svého silnějšího bratra.
Modely 2.4 Litre a 3.4 Litre se uplatnil také na závodních tratích. Typ 2.4 např. zvítězil ve svém třídě na britské RAC Rally. 3.4 Litre se vítězně účastnil závodů cestovních automobilů na trati v Silverstone, startoval na automobilové Tour de France tři roky po sobě a účastnil se také slavné Rallye Monte Carlo. Celkově se vyrobilo 37 397 vozů, z toho mělo 19 992 motor o objemu 2,4 litru a 17 405 vozů 3,4 litrový motor. Model Mark I u Jaguaru zahájil novou éru velkosériové výroby. V roce 1959 byl ovšem zastíněn úspěšnějším modelem Mark II.